# Rock Creek, Alabama
Rock Creek är en ort (census-designated place) i Jefferson County i Alabama, USA.